# Aujan-Mournède
Aujan-Mournède là một xã thuộc tỉnh Gers trong vùng Occitanie tây nam nước Pháp. Xã này có độ cao trung bình 250 mét trên mực nước biển.
Sông Petite Baïse tạo thành một phần ranh giới phía tây thị trấn.